# Calciatori della nazionale cinese
Con il termine calciatori della nazionale cinese si intendono tutti i giocatori che hanno rappresentato in almeno una partita la Nazionale A della Federazione calcistica della Cina.

## Lista dei calciatori
In questa lista sono raccolti i calciatori che hanno disputato almeno un incontro con la maglia della nazionale cinese.
In grassetto sono indicati i calciatori ancora in attività e il club di appartenenza.
La lista è in ordine alfabetico per nome invece che per cognome.
Statistiche aggiornate al 2 settembre 2024.
| Calciatore      | Pr.  | Reti | Es.  | Ult. | Presenze per club di appartenenza      |
| --------------- | ---- | ---- | ---- | ---- | -------------------------------------- |
| Behram Abduweli | 3    | 0    | 2024 | 2024 | Shenzhen Xin Pengcheng                 |
| Li Ang          | 8+   | 0    | 2014 | 2021 | 5 Jiangsu Suning, 3 Shanghai Haigang   |
| Wang Anzhi      | 1+   | 0    | 2003 | 2003 | Sichuan Dahe                           |
| Wang Baoshan    | 32+  | 9    | 1986 | 1990 |                                        |
| Mao Biao        | 1+   | 0    | 2009 | 2009 |                                        |
| Zhai Biao       | 3+   | 1    | 1988 | 1992 |                                        |
| Fu Bin          | 7+   | 0    | 2000 | 2001 |                                        |
| Zheng Bin       | 35+  | 1    | 2003 | 2008 |                                        |
| Chen Binbin     | 2+   | 0    | 2018 | 2018 | Shanghai Haigang                       |
| Liu Binbin      | 14+  | 1    | 2014 | 2023 | Shandong Taishan                       |
| Li Bing         | 67+  | 19   | 1992 | 2001 |                                        |
| Wu Bing         | 3+   | 0    | 1997 | 1997 |                                        |
| Jiang Bo        | 1+   | 0    | 2012 | 2012 |                                        |
| Qu Bo           | 78+  | 18   | 2001 | 2013 |                                        |
| Xu Bo           | 2+   | 0    | 2013 | 2013 | Guangzhou R&F                          |
| Zhu Bo          | 86+  | 1    | 1983 | 1993 |                                        |
| Lu Bofei        | 1+   | 0    | 2008 | 2008 |                                        |
| Sun Bowei       | 1+   | 0    | 1990 | 1990 |                                        |
| Huang Bowen     | 38+  | 3    | 2008 | 2018 |                                        |
| Song Boxuan     | 1+   | 0    | 2015 | 2015 |                                        |
| Zang Cailing    | 23+  | 0    | 1980 | 1982 |                                        |
| Shu Chang       | 11+  | 0    | 2000 | 2004 |                                        |
| Zhao Changhong  | 1+   | 0    | 2000 | 2000 |                                        |
| He Chao         | 7+   | 0    | 2017 |      |                                        |
| Mai Chao        | 49+  | 16   | 1986 | 1992 |                                        |
| Li Chaoyang     | 4+   | 0    | 1992 | 1992 |                                        |
| Yang Chen       | 35+  | 11   | 1995 | 2004 |                                        |
| Piao Cheng      | 5+   | 0    | 2015 | 2018 | Beijing Guoan                          |
| Zeng Cheng      | 46+  | 6    | 2009 | 2018 |                                        |
| Zhang Chengdong | 33+  | 0    | 2010 | 2019 |                                        |
| Zhu Chengjie    | 19+  | 1    | 2019 | 2024 | Shanghai Shenhua                       |
| Zhang Chenglin  | 2+   | 0    | 2010 | 2011 |                                        |
| Wu Chengying    | 52+  | 2    | 1996 | 2002 |                                        |
| Zhang Chiming   | 3+   | 0    | 2015 | 2015 |                                        |
| Tai Cho Man     | ?    | ?    | 1912 | 1912 |                                        |
| Huang Chong     | 1+   | 0    | 1988 | 1988 |                                        |
| Ma Chongchong   | 1+   | 0    | 2011 | 2011 |                                        |
| Ou Chuliang     | 75+  | 0    | 1992 | 2002 |                                        |
| Li Chunyu       | 1+   | 0    | 2010 | 2010 |                                        |
| Yu Dabao        | 65+  | 19   | 2010 | 2022 |                                        |
| Wang Dalei      | 24+  | -17+ | 2012 | 2024 |                                        |
| Zhao Dayu       | 29+  | 19   | 1982 | 1986 |                                        |
| Gao Di          | 2+   | 1    | 2014 | 2014 | Shanghai Shenhua                       |
| Liu Dianzuo     | 4    | -5   | 2019 | 2024 | 3 Guangzhou, 1 Wuhan San Zhen          |
| Chen Dong       | 10+  | 0    | 1985 | 1986 |                                        |
| Chen Dong       | 3+   | -?   | 2003 | 2008 |                                        |
| Wang Dong       | 30+  | 4    | 2006 | 2009 |                                        |
| Ba Dun          | 3+   | 1    | 2021 |      | Tianjin Jinmen Hu                      |
| Sui Dongliang   | 26+  | 2    | 1997 | 1998 |                                        |
| Wang Dongning   | 8+   | 0    | 1985 | 1994 |                                        |
| Zhang Enhua     | 59+  | 5    | 1995 | 2002 |                                        |
| Mei Fang        | 24+  | 1    | 2014 | 2019 | Guangzhou                              |
| Dong Fangzhuo   | 13+  | 1    | 2005 | 2007 |                                        |
| Zhao Faqing     | 13+  | 1    | 1990 | 1993 |                                        |
| Gao Feng        | 32+  | 9    | 1992 | 1997 |                                        |
| Jiang Feng      | 17+  | 0    | 1994 | 1997 |                                        |
| Lu Feng         | 3+   | 0    | 2002 | 2008 |                                        |
| Xie Feng        | 17+  | 0    | 1996 | 2000 |                                        |
| Xin Feng        | 3+   | 0    | 2007 | 2008 |                                        |
| Yan Feng        | 3+   | 0    | 2009 | 2010 |                                        |
| Gao Fengwen     | ?    | ?    | 1965 | 1973 |                                        |
| Li Fubao        | 12+  | 6    | 1978 | 1980 |                                        |
| Sun Fucheng     | 2+   | 1    | 1951 | 1960 |                                        |
| Li Fusheng      | 119+ | 0    | 1976 | 1984 |                                        |
| Tang Fuxiang    | 1+   | 1+   | 1912 | 1921 |                                        |
| Chen Gang       | 15+  | 1    | 1997 | 2000 |                                        |
| Lü Gang         | 3+   | 0    | 2003 | 2003 |                                        |
| Sun Gang        | 1+   | 0    | 1995 | 1995 |                                        |
| Wang Gang       | 9+   | 0    | 2019 |      |                                        |
| Xu Genbao       | ?    | ?    | 1966 | 1975 |                                        |
| Yu Genwei       | 22+  | 2    | 1997 | 2004 |                                        |
| He Guan         | 6+   | 0    | 2017 | 2019 | Shanghai Haigang                       |
| Gu Guangming    | 43+  | 7    | 1979 | 1985 |                                        |
| Jiang Guangtai  | 29   | 1    | 2021 | 2024 |                                        |
| Jin Guangzhu    | 6+   | 0    | 1994 | 1996 |                                        |
| Chen Guokang    | 3    | 0    | 2022 | 2022 | Meizhou Kejia                          |
| Qin Guorong     | 16+  | 3    | 1983 | 1986 |                                        |
| Sun Guowen      | 4    | 0    | 2023 | 2023 | 1 Dalian Pro, 3 Shandong Taishan       |
| Kong Guoxian    | 1+   | 0    | 1988 | 1988 |                                        |
| Yu Hai          | 72+  | 11   | 2009 | 2018 |                                        |
| Zhou Haibin     | 43+  | 3    | 2003 | 2011 |                                        |
| Hao Haidong     | 106+ | 39   | 1992 | 2004 |                                        |
| Liu Haiguang    | 58+  | 20   | 1983 | 1990 |                                        |
| Yu Hanchao      | 59+  | 9    | 2009 | 2019 |                                        |
| Ren Hang        | 32+  | 1    | 2014 |      |                                        |
| Deng Hanwen     | 15+  | 2    | 2017 | 2023 |                                        |
| Fang Hao        | 6    | 0    | 2022 | 2024 |                                        |
| Rong Hao        | 44+  | 0    | 2009 | 2016 |                                        |
| Wu Hao          | 9+   | 0    | 2008 | 2009 |                                        |
| Yang Hao        | 37+  | 2    | 2009 | 2014 |                                        |
| Xu Haofeng      | 4    | 0    | 2022 | 2024 | 3 Shenzhen, 1 Henan                    |
| Xu Haoyang      | 2+   | 0    | 2024 | 2024 | Shanghai Shenhua                       |
| Jiang Hong      | ?    | ?    | 1996 | 1998 |                                        |
| Qi Hong         | 39+  | 11   | 1998 | 2003 |                                        |
| Xu Hong         | 35+  | 2    | 1992 | 1998 |                                        |
| Li Hongbing     | 7+   | 0    | 1990 | 1992 |                                        |
| Gao Hongbo      | 19+  | 7    | 1992 | 1997 |                                        |
| Zhang Honggen   | ?    | ?    | ?    | ?    |                                        |
| Li Hongjun      | 6+   | 0    | 1993 | 1996 |                                        |
| Huang Hongtao   | 1+   | 0    | 1992 | 1992 |                                        |
| Lü Hongxiang    | 40+  | 0    | 1983 | 1986 |                                        |
| Wang Houjun     | ?    | ?    | 1965 | 1971 |                                        |
| Wan Houliang    | 2+   | 0    | 2008 | 2009 |                                        |
| Li Huayun       | 25+  | 7    | 1983 | 1987 |                                        |
| Li Hui          | 43+  | 14   | 1984 | 1988 |                                        |
| Xie Hui         | 22+  | 9    | 1996 | 2005 |                                        |
| Xu Hui          | 2+   | 0    | 2000 | 2000 |                                        |
| Cai Huikang     | 22+  | 0    | 2014 | 2019 | Shanghai Haigang                       |
| Zhang Huikang   | 19+  | 0    | 1987 | 1990 |                                        |
| Sun Ji          | 3+   | 0    | 2007 | 2008 |                                        |
| Du Jia          | ?    | ?    | 2016 | 2016 |                                        |
| Wen Jiabao      | 3    | 0    | 2022 | 2022 | Shanghai Shenhua                       |
| Tan Jiajun      | 21+  | 19   | 2011 |      |                                        |
| Hui Jiakang     | 1+   | 0    | 2008 | 2008 |                                        |
| Li Jian         | 6+   | 0    | 2004 | 2005 |                                        |
| Liu Jian        | 37+  | 4    | 2007 | 2013 |                                        |
| Xiao Jian       | 3+   | 0    | 1995 | 1995 |                                        |
| Gao Jianbin     | 1+   | -?   | 2000 | 2000 |                                        |
| Li Jianbin      | 4+   | 0    | 2011 | 2011 |                                        |
| Lu Jiang        | 1+   | 0    | 2002 | 2002 |                                        |
| Li Jianhua      | 2+   | 0    | 2008 | 2008 |                                        |
| Sun Jianjun     | 6+   | 0    | 2000 | 2000 |                                        |
| Xu Jianping     | 17+  | 0    | 1980 | 1986 |                                        |
| Mao Jianqing    | 9+   | 2    | 2006 | 2011 |                                        |
| Lu Jianren      | 13+  | 0    | 1984 | 1986 |                                        |
| Liu Jianye      | 47+  | 0    | 2009 | 2015 |                                        |
| Han Jiaqi       | 3    | -3   | 2022 | 2022 | Guangzhou Cheng                        |
| Zhang Jiaqi     | 7+   | 0    | 2014 |      | 5 Dalian Aerbin, 2 Zhejiang Zhiye      |
| Shao Jiayi      | 40+  | 8    | 2000 | 2010 |                                        |
| Zou Jie         | 5+   | 0    | 2005 | 2006 |                                        |
| Sun Jihai       | 80+  | 1    | 1996 | 2008 |                                        |
| Jiang Jin       | 51+  | 0    | 1997 | 2002 |                                        |
| Cai Jinbiao     | 17+  | 1    | 1976 | 1982 |                                        |
| Liu Jindong     | 14+  | 1    | 2003 | 2009 |                                        |
| Chen Jingang    | 19+  | 4    | 1979 | 1983 |                                        |
| Wang Jingbin    | 2+   | 1    | 2017 |      |                                        |
| Jin Jingdao     | 19+  | 1    | 2011 | 2022 |                                        |
| Feng Jingxiang  | ?    | ?    | ?    | ?    |                                        |
| Bi Jinhao       | 1+   | 0    | 2015 | 2015 |                                        |
| Han Jinming     | 4+   | 0    | 1993 | 1996 |                                        |
| Wu Jinquan      | ?    | ?    | ?    | ?    |                                        |
| Li Jinyu        | 70+  | 24   | 1997 | 2008 |                                        |
| Xie Jiugao      | ?    | ?    | ?    | ?    |                                        |
| Duan Ju         | 32+  | 0    | 1985 | 1990 |                                        |
| Bian Jun        | 1+   | 0    | 1998 | 1998 |                                        |
| Liu Jun         | 7+   | 0    | 1997 | 1998 |                                        |
| Shi Jun         | 6+   | 0    | 2005 | 2008 |                                        |
| Wang Jun        | 3+   | 0    | 1985 | 1988 |                                        |
| Yang Jun        | 4+   | 0    | 2002 | 2009 |                                        |
| Yan Junling     | 44+  | -56  | 2014 |      | Shanghai Haigang                       |
| Hao Junmin      | 91+  | 12   | 2005 | 2022 |                                        |
| Zhao Junzhe     | 71+  | 3    | 1998 | 2008 |                                        |
| Kwok Po Kan     | ?    | ?    | 1912 | 1912 |                                        |
| Li Ke           | 12   | 0    | 2019 | 2023 | Beijing Guoan                          |
| Shi Ke          | 6+   | 0    | 2013 |      |                                        |
| Sun Ke          | 33+  | 7    | 2013 | 2013 |                                        |
| Ai Kesen        | 17+  | 4    | 2019 |      |                                        |
| Wei Kexing      | 11+  | 0    | 1985 | 1994 |                                        |
| Jiang Kun       | 4+   | 0    | 2006 | 2007 |                                        |
| Yip Kwan        | 1+   | ?    | 1912 | 1912 |                                        |
| Lin Lefeng      | 59+  | 3    | 1977 | 1985 |                                        |
| A Lan           | 14   | 3    | 2021 | 2024 |                                        |
| Chen Lei        | 2+   | 0    | 2009 | 2009 |                                        |
| Li Lei          | 9+   | 0    | 2019 |      | Beijing Guoan                          |
| Wu Lei          | 84+  | 26   | 2010 | 2024 |                                        |
| Zong Lei        | 12+  | -1+  | 2007 | 2008 |                                        |
| Li Leilei       | 23+  | 0    | 2005 | 2007 |                                        |
| Cheng Liang     | 5+   | 0    | 2009 | 2009 |                                        |
| Wang Liang      | 11+  | 0    | 2000 | 2006 |                                        |
| Xu Liang        | 8+   | 1    | 2002 | 2006 |                                        |
| Lin Liangmin    | 11   | 2    | 2023 | 2024 | Dalian Pro                             |
| Song Lianyong   | 1+   | 0    | 1987 | 1987 |                                        |
| Zhang Lie       | 3+   | 0    | 2011 | 2011 |                                        |
| Song Lihui      | 10+  | 1    | 2000 | 2002 |                                        |
| Ji Lijin        | 4+   | 0    | 1990 | 1990 |                                        |
| Dai Lin         | 2+   | 0    | 2010 | 2014 | 1 Shanghai Shenhua, 1 Shandong Taishan |
| Gao Lin         | 109+ | 22   | 2005 | 2019 |                                        |
| Ma Lin          | 45+  | 21   | 1984 | 1990 |                                        |
| Yang Lin        | 6+   | 1    | 2002 | 2008 |                                        |
| Zhang Linpeng   | 96+  | 5    | 2009 |      |                                        |
| Dong Liqiang    | 21+  | 0    | 1988 | 1993 |                                        |
| Liao Lisheng    | 6+   | 0    | 2014 | 2014 | 4 Guangzhou, 2 Shandong Taishan        |
| Yang Liyu       | 4+   | 0    | 2017 | 2019 |                                        |
| Tan Long        | 12+  | 2    | 2018 |      | Changchun Yatai                        |
| Zheng Long      | 10+  | 4    | 2009 | 2015 |                                        |
| Shen Longyuan   | 6+   | 0    | 2008 | 2009 |                                        |
| Wang Lu         | 6+   | 2    | 1953 | 1957 |                                        |
| Zhang Lu        | 1+   | 2    | 2010 | 2010 |                                        |
| Su Maozhen      | 53+  | 27   | 1994 | 2002 |                                        |
| Tang Miao       | 6+   | 0    | 2012 | 2021 | Guangzhou Cheng                        |
| Fung Kai Ming   | 1+   | ?    | 1912 | 1912 |                                        |
| Li Ming         | 86+  | 8    | 1992 | 2004 |                                        |
| Li Ming         | 9+   | 0    | 1995 | 2003 |                                        |
| Yu Ming         | 1+   | 0    | 1996 | 1996 |                                        |
| Chi Minghua     | 15+  | 0    | 1982 | 1992 |                                        |
| Zhao Mingjian   | ?    | ?    | 2016 | 2016 |                                        |
| Ji Mingyi       | 20+  | 0    | 2003 | 2007 |                                        |
| Ma Mingyu       | 86+  | 12   | 1996 | 2002 |                                        |
| Fei Nanduo      | 4+   | 1    | 2021 | 2024 |                                        |
| Jiang Ning      | 32+  | 3    | 2008 | 2016 |                                        |
| Yang Ning       | 15+  | 0    | 1980 | 1986 |                                        |
| Zhou Ning       | 3+   | 0    | 1995 | 2000 |                                        |
| Cui Peng        | 7+   | 0    | 2006 | 2013 |                                        |
| Han Peng        | 32+  | 10   | 2006 | 2011 |                                        |
| Lü Peng         | 10+  | 0    | 2011 | 2012 |                                        |
| Wang Peng       | 15+  | 3    | 1998 | 2007 |                                        |
| Zhao Peng       | 40+  | 5    | 2009 | 2013 |                                        |
| Xie Pengfei     | 11+  | 0    | 2019 |      |                                        |
| Du Ping         | 4+   | 0    | 2003 | 2004 |                                        |
| Zhu Ping        | 1+   | 0    | 1987 | 1987 |                                        |
| Wu Pingfeng     | 3+   | 0    | 2002 | 2011 |                                        |
| Chen Pu         | 7    | 0    | 2023 | 2024 | Shandong Taishan                       |
| Yang Pu         | 34+  | 0    | 2001 | 2004 |                                        |
| An Qi           | 9+   | -?   | 2001 | 2002 |                                        |
| Zhu Qi          | 6+   | 0    | 1995 | 1998 |                                        |
| Wang Qiang      | 15+  | 0    | 2009 | 2011 |                                        |
| Huang Qineng    | 3+   | 0    | 1992 | 1992 |                                        |
| Mo Qing         | 1+   | ?    | 1912 | 1912 |                                        |
| Liu Qingxiang   | ?    | ?    | ?    | ?    |                                        |
| Wang Qiuming    | 7    | 1    | 2023 | 2024 | Tianjin Jinmen Hu                      |
| Wei Qun         | 17+  | 1    | 1995 | 1998 |                                        |
| Wu Qunli        | 36+  | 6    | 1985 | 1993 |                                        |
| Feng Renliang   | 17+  | 1    | 2010 | 2012 |                                        |
| Chi Rongliang   | 2+   | 0    | 1998 | 1998 |                                        |
| Chi Shangbin    | 58+  | 11   | 1975 | 1982 |                                        |
| Wang Shangyuan  | 11+  | 0    | 2019 | 2024 | Henan                                  |
| Yang Shanping   | 1+   | 0    | 2013 | 2013 |                                        |
| Wu Shaocong     | 7    | 0    | 2022 | 2024 |                                        |
| Wang Shenchao   | 21+  | 0    | 2017 |      | Shanghai Haigang                       |
| Cai Sheng       | 11+  | 4    | 1992 | 1994 |                                        |
| Gao Sheng       | 37+  | 2    | 1985 | 1992 |                                        |
| Qin Sheng       | 11+  | 0    | 2012 | 2013 |                                        |
| Wang Sheng      | 1+   | 0    | 2007 | 2007 |                                        |
| Jiang Shenglong | 11   | 0    | 2022 | 2024 | Shanghai Shenhua                       |
| Du Shengqiao    | 4+   | 0    | 1988 | 1988 |                                        |
| Qu Shengqing    | 13+  | 5    | 1999 | 2003 |                                        |
| Wei Shihao      | 21+  | 2    | 2017 | 2023 |                                        |
| Li Shuai        | 2+   | 0    | 2019 | 2023 |                                        |
| Zhang Shuai     | 14+  | 0    | 2007 | 2008 |                                        |
| Li Shubin       | ?    | ?    | 1977 | 1977 |                                        |
| Zhang Shuo      | 10+  | 1    | 2003 | 2005 |                                        |
| Shen Si         | 39+  | 3    | 1995 | 2002 |                                        |
| Wang Song       | 9+   | 0    | 2008 | 2011 |                                        |
| Yan Song        | 19+  | 1    | 2002 | 2007 |                                        |
| Chen Tao        | 21+  | 2    | 2005 | 2013 |                                        |
| Wang Tao        | 2+   | 0    | 1997 | 2000 |                                        |
| Wang Tao        | 8+   | 0    | 1990 | 1994 |                                        |
| Xu Tao          | 8+   | 0    | 1993 | 1993 |                                        |
| Yu Tao          | 13+  | 0    | 2002 | 2011 |                                        |
| Hau Yung Sang   | ?    | ?    | ?    | ?    |                                        |
| Lei Tenglong    | 1+   | 0    | 2015 | 2015 |                                        |
| Cao Tianbao     | 1+   | 0    | 2009 | 2009 |                                        |
| Gao Tianyi      | 6    | 0    | 2022 | 2024 | 4 Beijing Guoan, 2 Shanghai Shenhua    |
| Li Tie          | 92+  | 5    | 1997 | 2007 |                                        |
| Zhou Ting       | 13+  | 0    | 2003 | 2004 |                                        |
| Zhu Ting        | 22+  | 3    | 2006 |      |                                        |
| Lee Wai Tong    | 13+  | 23   | 1923 | 1941 |                                        |
| Wang Tong       | 3+   | 0    | 2015 | 2018 |                                        |
| Wang Wanpeng    | 1+   | 0    | 2008 | 2008 |                                        |
| Du Wei          | 68+  | 4    | 2001 | 2014 |                                        |
| Hao Wei         | 5+   | 0    | 2000 | 2004 |                                        |
| Li Wei          | 1+   | 0    | 2000 | 2000 |                                        |
| Tao Wei         | 14+  | 1    | 2004 | 2007 |                                        |
| Wu Weian        | 5+   | 1    | 2007 | 2009 |                                        |
| Ye Weichao      | 1+   | 0    | 2011 | 2011 |                                        |
| Li Weifeng      | 112+ | 14   | 1998 | 2011 |                                        |
| Peng Weiguo     | 53+  | 11   | 1992 | 1997 |                                        |
| Rao Weihui      | 3+   | 0    | 2014 | 2015 |                                        |
| Dai Weijun      | 14   | 0    | 2022 | 2024 |                                        |
| Xie Weijun      | 1    | 0    | 2023 | 2023 | Tianjin Jinmen Hu                      |
| Yu Weiliang     | 2+   | -?   | 2001 | 2001 |                                        |
| Nian Weisi      | 7+   | 2    | 1955 | 1957 |                                        |
| Yu Weiteng      | 2+   | 0    | 1992 | 1992 |                                        |
| Yuan Weiwei     | 5+   | 0    | 2008 | 2012 |                                        |
| Wu Wenbing      | 4+   | 0    | 1988 | 1988 |                                        |
| Xie Wenneng     | 2+   | 0    | 2024 | 2024 | Shandong Taishan                       |
| Han Wenhai      | 0+   | 0    | 1996 | 2004 |                                        |
| Du Wenhui       | 3+   | 0    | 2007 | 2008 |                                        |
| Zhang Wenzhao   | 4+   | 0    | 2011 | 2011 |                                        |
| Cheung Wing Hon | 1+   | ?    | 1912 | 1912 |                                        |
| Qi Wusheng      | 11+  | 0    | 1965 | 1976 |                                        |
| Wu Xi           | 85+  | 9    | 2011 |      |                                        |
| Yao Xia         | 28+  | 4    | 1993 | 2000 |                                        |
| Cao Xiandong    | 14+  | 2    | 1992 | 1997 |                                        |
| Ji Xiang        | 14+  | 1    | 2014 |      |                                        |
| Sun Xiang       | 69+  | 5    | 2002 | 2013 |                                        |
| Yan Xiangchuang | 8+   | 1    | 2010 | 2011 |                                        |
| Huang Xiangdong | 19+  | 8    | 1979 | 1982 |                                        |
| Shen Xiangfu    | 37+  | 7    | 1977 | 1986 |                                        |
| Li Xiao         | 11+  | 4    | 1992 | 1994 |                                        |
| Wang Xiao       | 12+  | 0    | 2007 | 2009 |                                        |
| Fan Xiaodong    | 8+   | 1    | 2017 | 2018 |                                        |
| Liu Xiaodong    | 1+   | 0    | 2011 | 2011 |                                        |
| Zhang Xiaofei   | 6+   | 0    | 2007 | 2008 |                                        |
| Geng Xiaofeng   | 3+   | 6    | 2012 | 2013 |                                        |
| Wang Xiaolong   | 3+   | 0    | 2012 | 2012 |                                        |
| Li Xiaopeng     | 39+  | 3    | 2000 | 2004 |                                        |
| Zhang Xiaorui   | 10+  | 1    | 1997 | 2000 |                                        |
| Feng Xiaoting   | ?    | ?    | 2004 | 2004 |                                        |
| Zhang Xiaowen   | 15+  | 2    | 1988 | 1990 |                                        |
| Wei Xin         | 30+  | 0    | 2001 | 2006 |                                        |
| Xu Xin          | 16   | 1    | 2021 | 2024 |                                        |
| Chen Xing       | 1+   | 0    | 2010 | 2010 |                                        |
| Peng Xinli      | ?    | ?    | ?    | ?    |                                        |
| Wang Xinxin     | 5+   | 1    | 2002 | 2009 |                                        |
| Zhang Xinxin    | 2+   | 0    | 2011 | 2011 |                                        |
| Chen Xirong     | 15+  | 1    | 1976 | 1982 |                                        |
| Jia Xiuquan     | 55+  | 9    | 1983 | 1992 |                                        |
| Zhang Xizhe     | 11+  | 3    | 2011 | 2015 |                                        |
| Yang Xu         | 54+  | 29   | 2009 | 2019 |                                        |
| Li Xuepeng      | 34+  | 0    | 2010 | 2018 |                                        |
| Dong Xuesheng   | 8+   | 1    | 2014 | 2019 |                                        |
| Zhao Xuri       | 87+  | 2    | 2003 | 2019 |                                        |
| Li Yan          | 17+  | 1    | 2005 | 2008 |                                        |
| Cao Yang        | 32+  | 2    | 2002 | 2010 |                                        |
| He Yang         | 5+   | 0    | 2009 | 2010 |                                        |
| Liu Yang        | 18+  | 0    | 2018 | 2024 | Shandong Taishan                       |
| Tan Yang        | 2+   | 0    | 2009 | 2010 |                                        |
| Wang Yang       | 1+   | 0    | ?    | ?    |                                        |
| Xu Yang         | 7+   | 0    | 2000 | 2000 |                                        |
| Xu Yang         | 1+   | 0    | 2001 | 2001 |                                        |
| Xu Yang         | 1+   | 0    | 2009 | 2009 |                                        |
| Yu Yang         | 14+  | 0    | 2012 | 2018 |                                        |
| Han Yanming     | 1+   | 0    | 2009 | 2009 |                                        |
| Zhai Yanpeng    | 3+   | 0    | 2007 | 2008 |                                        |
| Gao Yao         | 6+   | 0    | 2000 | 2002 |                                        |
| Li Yao          | 4+   | 0    | 2000 | 2001 |                                        |
| Cheng Yaodong   | 3+   | 0    | 1992 | 1993 |                                        |
| Tang Yaodong    | 37+  | 4    | 1985 | 1990 |                                        |
| Zhang Yaokun    | 39+  | 3    | 2004 | 2009 |                                        |
| Ouyang Yaoxing  | 1+   | 0    | 1992 | 1992 |                                        |
| Pang Kap Yau    | 1+   | ?    | 1912 | 1912 |                                        |
| Li Yi           | 30+  | 2    | 2001 | 2006 |                                        |
| Pan Yi          | 3+   | 0    | 1995 | 1995 |                                        |
| Shang Yi        | 2+   | 0    | 2000 | 2000 |                                        |
| Zhuang Yi       | 2+   | 0    | 1995 | 1995 |                                        |
| Guo Yijun       | 42+  | 1    | 1986 | 1992 |                                        |
| Mao Yijun       | 9+   | 1    | 1997 | 1997 |                                        |
| Liu Yiming      | 13+  | 0    | 2017 | 2019 |                                        |
| Huang Yong      | 16+  | 0    | 2000 | 2001 |                                        |
| Li Yong         | 4+   | 0    | 1992 | 1992 |                                        |
| Zhang Yonghai   | 10+  | 1    | 1998 | 2008 |                                        |
| Ma Yongkang     | 1+   | 0    | 1998 | 1998 |                                        |
| Xu Yonglai      | 7+   | 2    | 1980 | 1981 |                                        |
| Wang Yongpo     | 18+  | 8    | 2009 | 2019 |                                        |
| Chen Yongqiang  | 2+   | 0    | 2005 | 2005 |                                        |
| Zou Yougen      | 1+   | 0    | 2005 | 2005 |                                        |
| Liu Yu          | 3+   | 0    | 2011 | 2011 |                                        |
| Zhang Yuan      | 2+   | 0    | 2012 | 2012 |                                        |
| Li Yuanyi       | 2+   | 0    | 2024 | 2024 | Shandong Taishan                       |
| Hong Yuanshuo   | ?    | ?    | 1973 | 1973 |                                        |
| Fu Yubin        | 15+  | 0    | 1985 | 1992 |                                        |
| Liu Yue         | 11+  | 0    | 1995 | 1996 |                                        |
| Bai Yuefeng     | 3+   | 0    | 2010 | 2011 |                                        |
| Cheng Yuelei    | 2+   | -1   | 2011 | 2011 |                                        |
| Wu Yuhua        | 7+   | 0    | 1982 | 1984 |                                        |
| Wang Yun        | 1+   | 0    | 2006 | 2006 |                                        |
| Zhou Yun        | 3+   | 0    | 2013 | 2013 |                                        |
| Liu Yunfei      | 27+  | 0    | 2002 | 2005 |                                        |
| Hu Yunfeng      | 9+   | 0    | 1998 | 2001 |                                        |
| Zhang Yuning    | 24+  | 8    | 2001 | 2004 |                                        |
| Zhang Yuning    | 21+  | 5    | 2016 | 2024 |                                        |
| Xu Yunlong      | 72+  | 7    | 2000 | 2008 |                                        |
| He Yupeng       | 4+   | 0    | 2022 |      | Dalian Pro                             |
| Xie Yuxin       | 120+ | 11   | 1989 | 1996 |                                        |
| Gai Zengchen    | 1+   | 0    | 1977 | 1980 |                                        |
| Yang Zexiang    | 1+   | 0    | 2024 | 2024 | Shanghai Shenhua                       |
| Xiao Zhanbo     | 27+  | 3    | 2003 | 2008 |                                        |
| Yang Zhaohui    | 11+  | 5    | 1984 | 1985 |                                        |
| Hu Zhaojun      | 6+   | 0    | 2002 | 2008 |                                        |
| Jiao Zhe        | 5+   | 0    | 2005 | 2009 |                                        |
| Guan Zhen       | 2+   | 0    | 2009 | 2011 |                                        |
| Lang Zheng      | 4+   | 0    | 2011 | 2013 |                                        |
| Lü Zheng        | 3+   | 0    | 2008 | 2009 |                                        |
| Zheng Zheng     | 22+  | 2    | 2011 |      |                                        |
| Zou Zheng       | 3+   | 0    | 2015 | 2015 | Guangzhou                              |
| Du Zhenyu       | 24+  | 2    | 2006 | 2009 |                                        |
| Song Zhenyu     | 12+  | 0    | 2007 | 2009 |                                        |
| Xiao Zhi        | 17+  | 3    | 2017 | 2019 | Guangzhou R&F                          |
| Yang Zhi        | 40+  | -15+ | 2006 | 2016 |                                        |
| Zheng Zhi       | 108+ | 15   | 2002 | 2019 |                                        |
| Liu Zhicai      | 16+  | 0    | 1975 | 1981 |                                        |
| Feng Zhigang    | 10+  | 0    | 1992 | 1993 |                                        |
| Hu Zhijun       | 6+   | 1    | 1994 | 1994 |                                        |
| Jiang Zhipeng   | 29+  | 2    | 2013 | 2019 |                                        |
| Fan Zhiyi       | 106+ | 17   | 1992 | 2002 |                                        |
| Gao Zhongxun    | 11+  | 2    | 1992 | 1996 |                                        |
| Deng Zhuoxiang  | 32+  | 8    | 2009 | 2011 |                                        |
| Gao Zhunyi      | 15+  | 0    | 2017 | 2024 |                                        |
| Chen Zijie      | 2+   | 0    | 2014 | 2014 | Beijing Renhe                          |
| Wang Ziming     | 5+   | 0    | 2019 |      | Beijing Guoan                          |